# Bigbít (album)
Bigbít je desáté studiové album české rockové skupiny Olympic. Jeho nahrávání probíhalo s již pozměněnou sestavou. Za bicí usedl Milan Peroutka a druhé klávesy obsadil Jiří Valenta. Naopak je poslední pro Miroslava Berku, který o rok později zemřel. Album vyšlo v roce 1986 u vydavatelství Supraphon. Na desce najdeme hity jako Můj klid nebo metalovou Jako tele na vrata.
V roce 2009 vyšlo album v reedici ve Zlaté edici Supraphonu.

## Seznam skladeb
Veškerou hudbu složil Petr Janda, na textech se podílel Pavel Vrba, Jiří Oulík a Miroslav Černý.
| Pořadí | Název               | Délka |
| ------ | ------------------- | ----- |
| 1.     | Země v každým z nás | 5:06  |
| 2.     | Stárnout            | 4:10  |
| 3.     | Festivaly           | 3:06  |
| 4.     | Dopis               | 6:25  |
| 5.     | Bigbít              | 6:06  |
| 6.     | Manekýny            | 3:50  |
| 7.     | Můj klid            | 5:07  |
| 8.     | Je to nářez         | 3:34  |
| 9.     | Jako tele na vrata  | 2:40  |

| Bonusy na reedici z roku 2009 | Bonusy na reedici z roku 2009 | Bonusy na reedici z roku 2009 |
| Pořadí                        | Název                         | Délka                         |
| ----------------------------- | ----------------------------- | ----------------------------- |
| 10.                           | Já se oholím                  | 3:32                          |
| 11.                           | Hry a slzy                    | 4:04                          |
| 12.                           | Je to tak samozřejmý          | 2:42                          |
| 13.                           | Počkej až                     | 2:43                          |
| 14.                           | Whole Lot-ta Shakin' Goin' On | 1:24                          |
| 15.                           | It's Only Make Believe        | 3:23                          |
| 16.                           | Rock And Roll Music           | 3:00                          |
| 17.                           | Rock Around The Clock         | 3:05                          |

## Obsazení
- Petr Janda – zpěv, kytara, aranžmá
- Miroslav Berka – klávesy
- Milan Broum – basová kytara
- Jiří Valenta – klávesy
- Milan Peroutka – bicí